# 奴隷のいるオダリスク
『奴隷のいるオダリスク』（どれいのいるオダリスク、仏: L'Odalisque à l'esclave, 英: Odalisque with Slave）は、フランスの新古典主義の巨匠ドミニク・アングルが1839年から1840年に制作した絵画である。油彩。主題はオスマン帝国のハレムで奉仕した女奴隷（オダリスク）から取られている。
アングルのオリエンタリズム絵画を代表する作品の1つで、本作品はその中でも特に官能美の追求、考え抜かれた構図と色彩配置で際立っている。友人でありパトロンであったシャルル・マルコット・ダルジャントゥイユの注文で制作された。現在はマサチューセッツ州ケンブリッジのハーバード大学付属のフォッグ美術館に所蔵されている。また2年後に制作されたヴァリアントがメリーランド州ボルティモアのウォルターズ美術館に所蔵されている。

## 制作背景
本作品はもともと、アングルがまだイタリアで『ルイ13世の誓願』（Le Vœu de Louis XIII）を制作していた1821年に、シャルル・マルコット・ダルジャントゥイユから依頼されたものである。しかし『ルイ13世の誓願』が成功した以降のアングルは、国家から複数の公的発注を受けたことに加えて、公的なポストに就いたことにより多忙を極めていた。そのためアングルがフランスを去り、フランス・アカデミーの院長としてローマに赴いた数年後にようやく着手されることになった。
オリエンタリズム絵画は18世紀末にフランス画壇に登場した。それ以降19世紀を通じて多くの絵画が描かれた。アングルも早くからオリエンタリズムに関心を寄せていた画家であり、その萌芽はイタリア留学時代の『浴女』（La Grande Baigneuse, 1808年）にすでに現れ、『グランド・オダリスク』（La Grande Odalisque, 1814年）ではっきり顕在化し、その後も『小さな浴女、ハレムの内部』（La petite baigneuse. Intérieur de harem, 1828年）、本作品と制作を続け、最終的に『トルコ風呂』（Le Bain Turc, 1862年）へと発展した主題であった。マルコットから依頼された時期はちょうど『グランド・オダリスク』と『小さな浴女、ハレムの内部』の中間にあたる。しかし本作品以前にアングルが描いたオリエンタリズムの絵画は公的な成功を収めていない。
その一方で、ロマン主義の旗手ウジェーヌ・ドラクロワは、本作品よりも早い1834年に『アルジェの女たち』（Femmes d'Alger dans leur appartement）を制作し、サロンで好評を博したうえに、国家買い上げとなった。このドラクロワの成功はアングルの創作意欲を掻き立てた可能性がある。
いずれにせよ、アングルが本作品の最初の構想を練るのは、ようやく1839年頃になってからであった。

## 作品

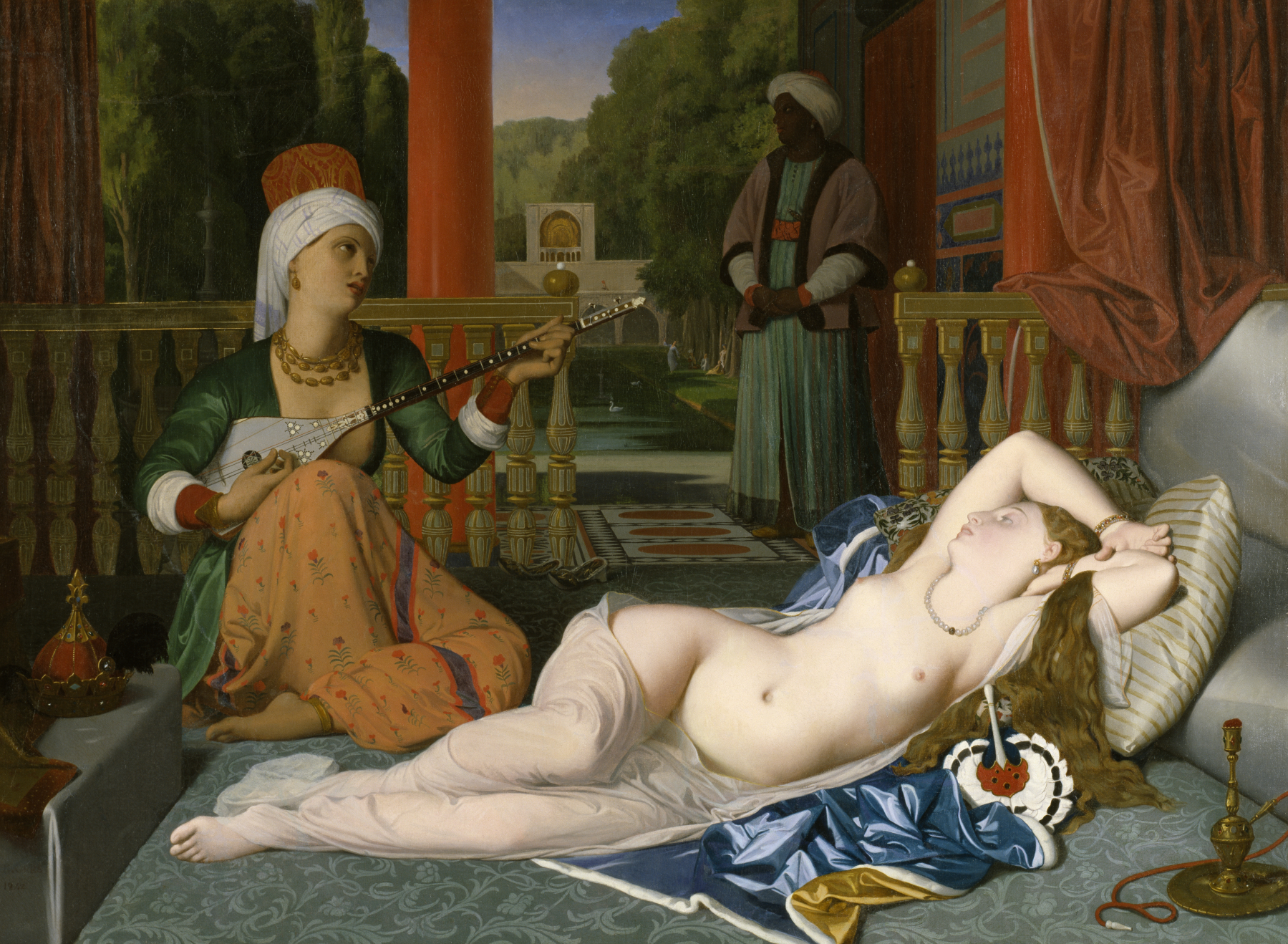
2年後の1842年に制作された『奴隷のいるオダリスク』。ボルティモアのウォルターズ美術館所蔵。

アングルはハレムの一室で身を横たえる女奴隷を描いている。閉ざされた室内は薄暗く、東方的な種々の装飾模様で覆われ、その中で女奴隷の白い肢体が美しく輝いている。室内には彼女のほかに東洋の弦楽器を弾く女性の召使いと、監視役の黒人の宦官が立っている。彼女たちと宦官の間は欄干で仕切られ、宦官は女奴隷が寝そべる空間の外側に立っている。画面左の白い台の上にはスルターンの赤い帽子と衣装が置かれており、画面の外にこの部屋を訪れている男性の存在が示唆されている。画面の中央と右下隅には、それぞれ香炉と水パイプのタバコが置かれ、画面左奥には噴水が見える。
トルコのハレムでは、コーカサス地方出身のチェルケス人女性が好まれ、黒人の宦官によって厳重に警備された。そのため本作品のようなハレムにおける人種の対比は、アングルの他にもしばしば見出すことができる。
アングルは鑑賞者の五感を刺激するために様々な仕掛けを配置している。たとえば女召使いの弦楽器は軽やかな弦の音色を、噴水は静かに流れ落ちる水の音を想像させる。同様に、香炉や水パイプを描くことで、室内を漂う香りを想像させる。
さらに画面に描かれていないスルタンの存在を示唆することにより、画面の外側からハレムを覗き見る鑑賞者と、絵画の中に描かれていない男性とを同一化し、鑑賞者を絵画世界に引き込む効果を画面に与えている。

### 制作

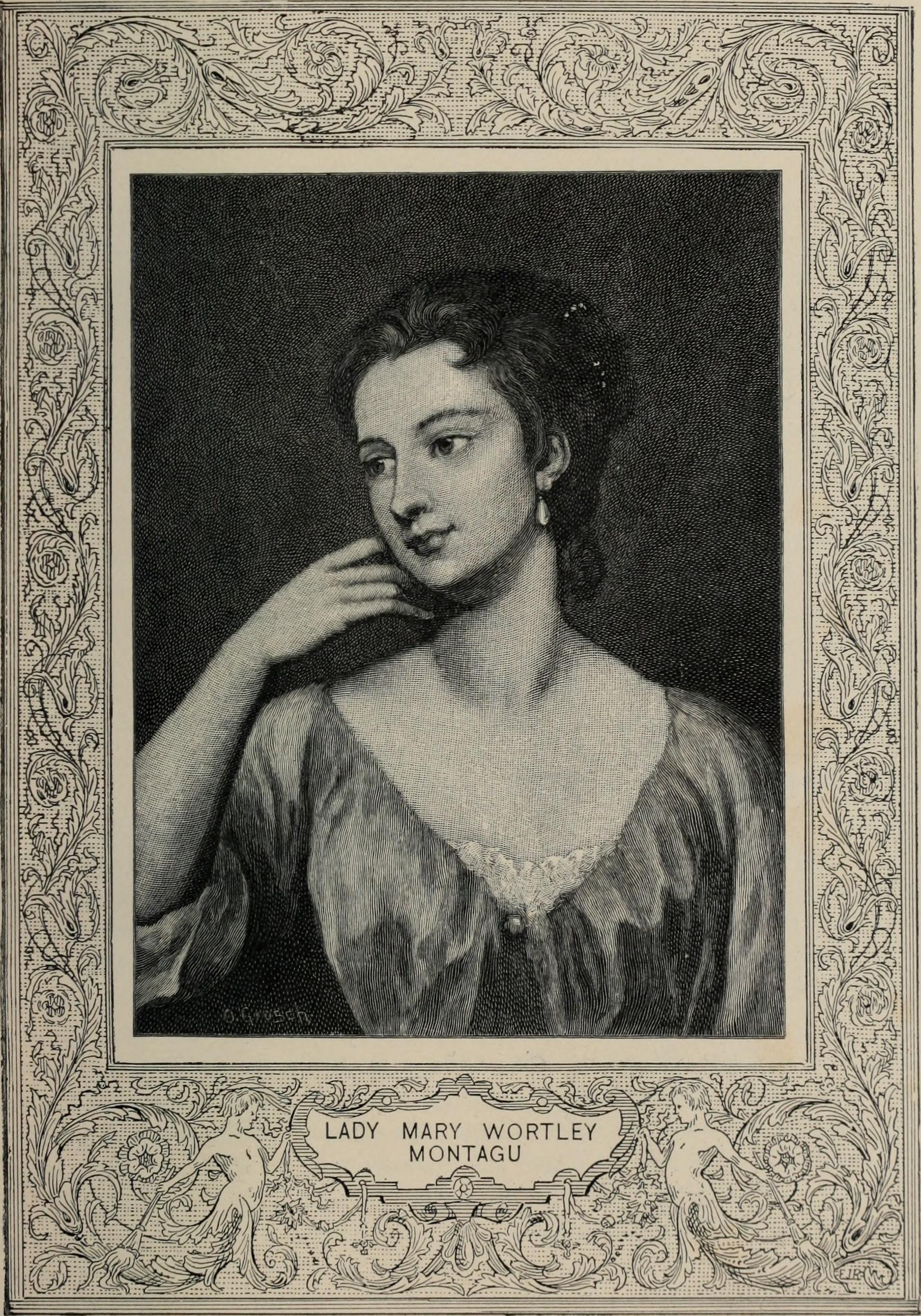
メアリー・ウォートリー・モンタギュー。

アングル美術館に所蔵されている1839年頃の最初の構想を描いた素描（Inv. 867. 2029）を見ると、若干の差異はあるものの、横臥する女奴隷と楽器を弾く女召使いはこの段階でポーズ・配置ともにほぼ定まっている。ただし、黒人の宦官の姿はなく、代わりに画面左に3人の女性が配置されている。完成作ではこれらの女性像は削られた。画面上部には作品名について6通りの案が記されている。
アングルは絵画を、ディテールの1つ１つにいたるまで、厳格な新古典主義の線と構図、色彩と形態の支配下に置いている。
制作においては、アングルは重要でない部分や、建築物、室内の調度品などを、自ら習作を描いた後に若い学生たちに描かせていた。これによって多忙の中でも自身の作品の制作を進めるとともに、学生たちに貴重な経験を積む機会を与えていた。

### 絵画の源泉
このように異国趣味の絵画を作り上げたアングルであったが、ドラクロワとは対照的にオリエント諸国を一度も訪れなかった。そのアングルに大きな影響を与えたのは、イギリスの外交官の妻として実際にトルコに滞在したメアリー・ウォートリー・モンタギューの書簡集（1763年）や、異国趣味の版画集であった。アングルはこれらの情報源をもとに、ヨーロッパ人によって表徴されたオリエントを描いた。
横臥して眠る女性像については、アングルが長年にわたって追求したモチーフの1つで、その原型は1808年頃に制作された『ナポリの眠る女』（La Dormeuse de Naples）まで遡ると言われている。この作品は現在所在が分からなくなっているが、習作とされる油彩画『眠るオダリスク』（Odalisque dormant）がロンドンのヴィクトリア&アルバート美術館に所蔵されており、両作品を比較すると、上半身に多少の違いがあるが、それ以外に大きな変化はなく、基本的に同一の図像であることが分かる。アングルは本作品以降もポーズをわずかに変更して『ユピテルとアンティオペ』（Jupiter et Antiope）を描いている。

## 来歴

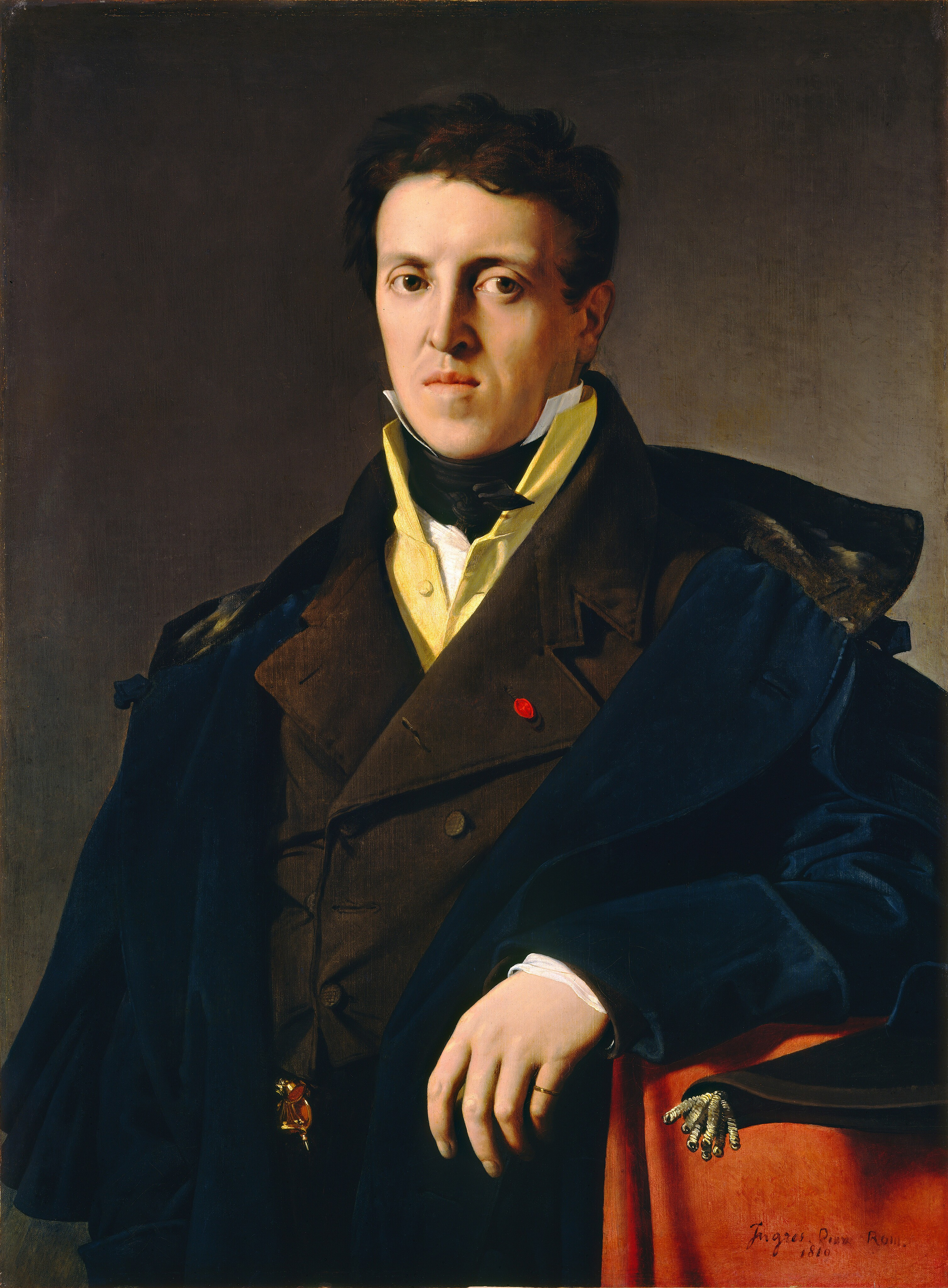
本作品をアングルに依頼した友人のシャルル・マルコット・ダルジャントゥイユ（アングル画）。

シャルル・マルコット・ダルジャントゥイユがアングルに本作品を発注したのは1821年のことであり、アングルがパリのマルコットに絵画を送ったとき、約20年の歳月が経過していた。絵画はパリに届けられるとマルコットの邸宅で絵画を見た批評家たちの間で話題を呼び、1845年に公開されると広く称賛された。とりわけ大きな反響の1つは、ヴュルテンベルク王国の国王ヴィルヘルム1世から絵画の依頼を受けたことであった。さらに1855年の第1回パリ万国博覧会にも出品された。
マルコットの死後、絵画はしばしば売却されたが、1875年までは多くの場合マルコット一族の間に留まっていた。絵画はマルコットの息子のルイ＝マリー＝ジョセフ・マルコット（Louis-Marie-Joseph Marcotte）が相続したが、アングルの死後の1867年4月27日に、オテル・ドゥルオーが開催したアングルの競売で売りに出した。マルコットはその絵画を買い入れて、妻の兄弟ルイ・アギロン（Louis Aguillon）に売却した。その後、絵画を所有したのは美術コレクターのフィリップ・ヘリオドール・マリー・マルコット・ド・キヴィエール（Philippe Héliodore Marie Marcotte de Quivières）であり、彼が死去するとそのコレクションは、やはり美術コレクターであった息子ルイ・マルコット・ド・キヴィエールに相続された。しかし彼は1875年に本作品を含む父のコレクションをオテル・ドゥルオーを通じて売却。
1911年には、ギュスターヴ・ペレール（Gustave Pereire）が所有者となった。その後、1935年に絵画を入手した風景画家・美術コレクターのキャロル・サージェント・タイソン（Carroll Sargent Tyson）はウィルデンスタイン&カンパニーを通じてグレンヴィル・L・ウィンスロップに売却。1943年のウィンスロップの死後、他のコレクションとともにフォッグ美術館に遺贈された。

## 他のバージョン

### ボルティモア版
ヴュルテンベルク王国の国王ヴィルヘルム1世の求めによって2年後の1842年に制作された。サイズは最初のバージョンとほぼ同じで、人物の配置などをほとんど変えることなく用いている。大きく異なっているのは背景で、ウィンスロップ版では絵画の登場人物たちは閉じた空間の中に描かれていたが、この作品では背景に庭園が描かれ、開放的な画面となっている。制作ではアングルは弟子のポール・フランドリンの手を借りている。
その後の経緯は不明だが、ギュスターヴ・ド・ロスチャイルド男爵、サー・フィリップ・サスーンらが所有したのち、ウィルデンスタイン&カンパニーが取得。1925年にボルティモアの美術コレクター、ヘンリー・ウォルターズが購入した。その後、ヘンリー・ウォルターが死去した1931年にウォルターズ美術館に遺贈された。

### ルーヴル版
1858年にエミール＝ルイ・ガリションに贈られた素描作品。サイズは1840年のバージョンの約2分の1。この素描は1868年に画家ウィリアム・オスーリエによってエングレーヴィングが制作された。エミール・ガリションの死後、絵画は息子のロジェ・エティエンヌ・ガリション（Roger Etienne Galichon）が相続し、彼が死去した1918年にルーヴル美術館に遺贈された。

## 習作
ペンシルベニア州ブラッドフォードのハンリー・コレクション（Hanley Collection）に、水彩画による全体の構想習作が所蔵されているほか、アングル美術館、プティ・パレ美術館に習作素描が所蔵されている。

## ギャラリー

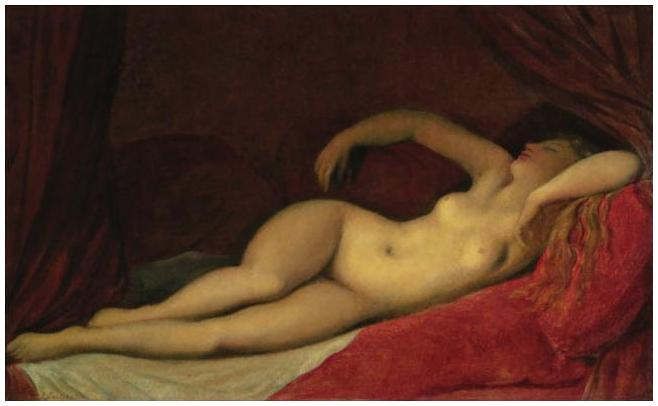
『眠るオダリスク』1810年-1820年 ヴィクトリア&アルバート博物館所蔵
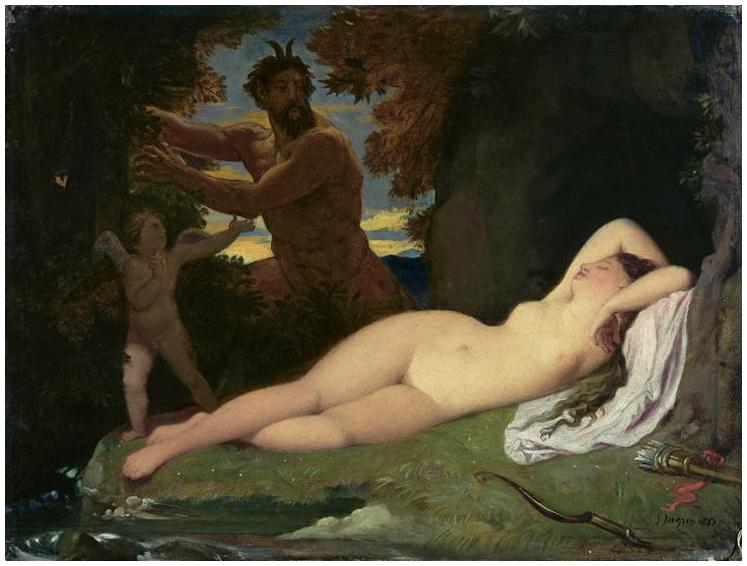
『ユピテルとアンティオペ』1851年 オルセー美術館所蔵
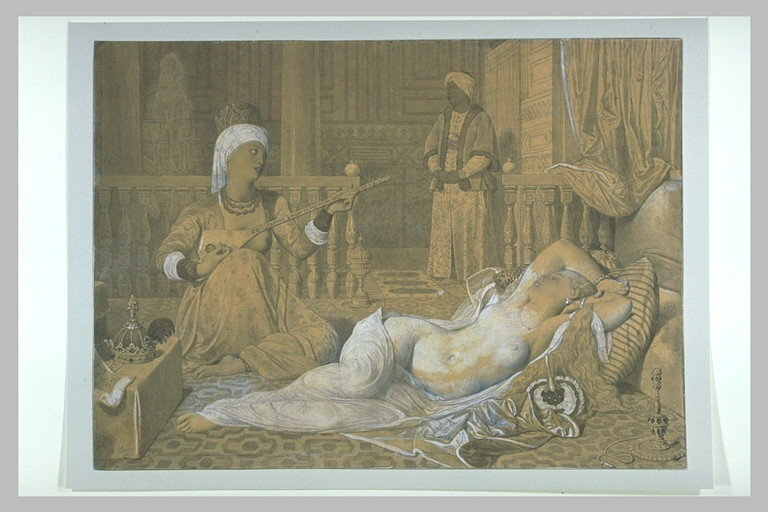
『奴隷のいるオダリスク』の素描による複製 1858年 ルーヴル美術館所蔵